# Facultad de Medicina de la Universidad Federal de Río Grande del Sur
La Facultad de Medicina (FAMED) es una de las unidades de enseñanza de la Universidad Federal de Río Grande del Sur (UFRGS). Fundada en 1898, otorga grados en Medicina y Nutrición dando también diez cursos de posgrado y tres de especialización. Su carrera de medicina ha sido señalada constantemetne como una de las más calificadas de Brasil, teniendo al Hospital de Clínicas de Porto Alegre como su hospital-escuela desde 1974. Inicialmente tuvo su sede en el icónico edificio ubicado en la rúa Sarmento Leite, ha transferido sus actividades para su nueva sede en el Campus Saúde, junto al Hospital de Clínicas, en 1998.

## Historia
Fue fundada el 25 de julio de 1898 al unirse la Escuela Libre de Farmacia y Química Industrial y el Curso de Partos de la Santa Casa de Misericordia. Fue la tercera facultad de medicina en ser creada en Brasil luego de la facultad de Bahía y la de Río de Janeiro. Sus fundadores fueron los médicos Eduardo Sarmento Leite y Protásio Antônio Alves, formados por la Facultad de Río de Janeiro.